# Nikolaus Ordemann
Nikolaus Arnold  Ordemann (* 15. Juli 1826 in Bremen; † 16. Mai 1882 in Bremen) war ein deutscher Schriftsteller und Zeitungsverleger.

## Biografie
Ordemann war der Sohn eines Schlachters. Eine harte Jugend prägte ihn. Er war verheiratet mit Anna Fouckhard (1824–1877). Das Paar hatte sieben Kinder.
1846 gründete er in Bremen die liberale Zeitung Courier an der Weser. 1948, zur Zeit der Revolution von 1848/49, erlebte die neue Zeitung einen großen Aufschwung. Ordemann hatte bedeutenden Einfluss in der liberalen Bewegung. Er war zu dieser Zeit Mitglied der Bremischen Bürgerschaft. In seine Zeitung vertrat er die politische, liberale bürgerliche Opposition im ansonst konservativ geprägten Bremen. Er setzte sich für das Petitionsrecht der Bürger und das Verbot der Pressezensur ein, Rechte, die in der neuen Bremer Verfassung von 1849 verankert wurden. Er betrieb eine Buchdruckerei in der Knochenhauer Straße in Bremen. 1852 gab er eine Chronik der Stadt Bremen heraus, die über die Ereignisse der Zeit von 1848 bis 1852 berichtete. Er blieb bis zu seinem Tod ein wichtiger Vertreter des liberalen Bürgertums.
Sein Sohn Johannes Friedrich Ratje Ordemann (1849–1909) führte seinen Zeitungsverlag mit dem Bremer Courier und die Buchdruckerei weiter.
Ordemann wurde auf dem Riensberger Friedhof in Bremen beerdigt.